# Daniela Costian
Daniela Costian (ur. 30 kwietnia 1965 w Braile) – reprezentująca Australię, z pochodzenia rumuńska lekkoatletka, dyskobolka. Trzykrotna olimpijka (1992, 1996, 2000), w tym medalistka olimpijska z 1992 roku.
Od 1990 obywatelka Australii, i to w jej barwach odniosła największe sukcesy :
- brązowy medal podczas Igrzysk Olimpijskich (Barcelona 1992)
- srebro Mistrzostw Świata w Lekkoatletyce (Stuttgart 1993)

W barwach Rumunii zajęła 7. miejsce na mistrzostwach Europy w 1986, jednak jej rezultat został anulowany z powodu wykrycia niedozwolonych środków dopingujących.

## Rekordy życiowe
- rzut dyskiem – 73,84 (1988)

Costian do 2017 była również rekordzistką Australii i Oceanii (68,72 w 1994).